# Amata octomaculata
Amata octomaculata är en fjärilsart som beskrevs av Talbot 1929. Amata octomaculata ingår i släktet Amata och familjen björnspinnare. Inga underarter finns listade i Catalogue of Life.